# Ардино
Ардино (болг. Ардино) — город в Болгарии. Находится в Кырджалийской области, входит в общину Ардино. Население составляет 3955 человек.

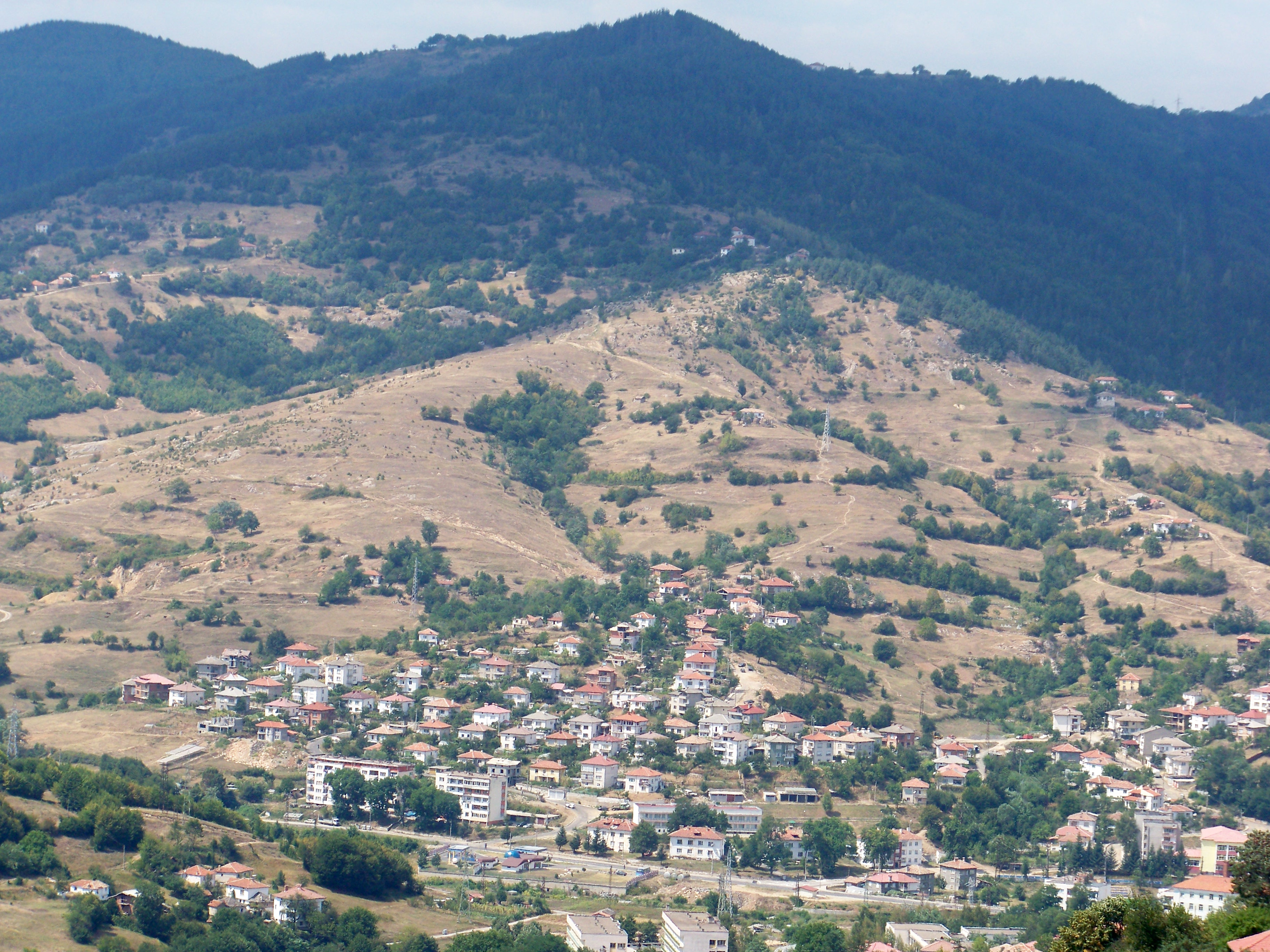
Ардино

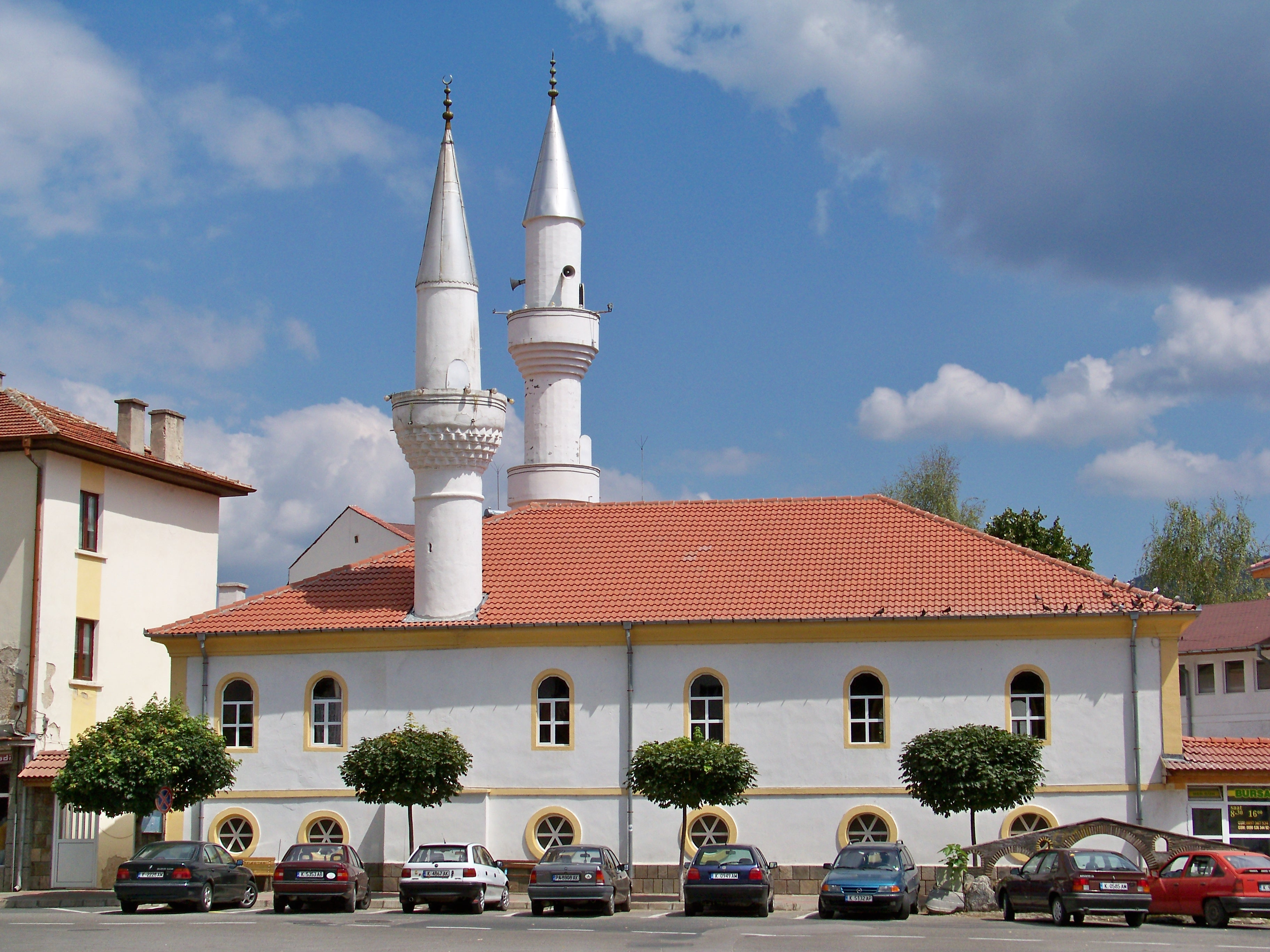
Ардино

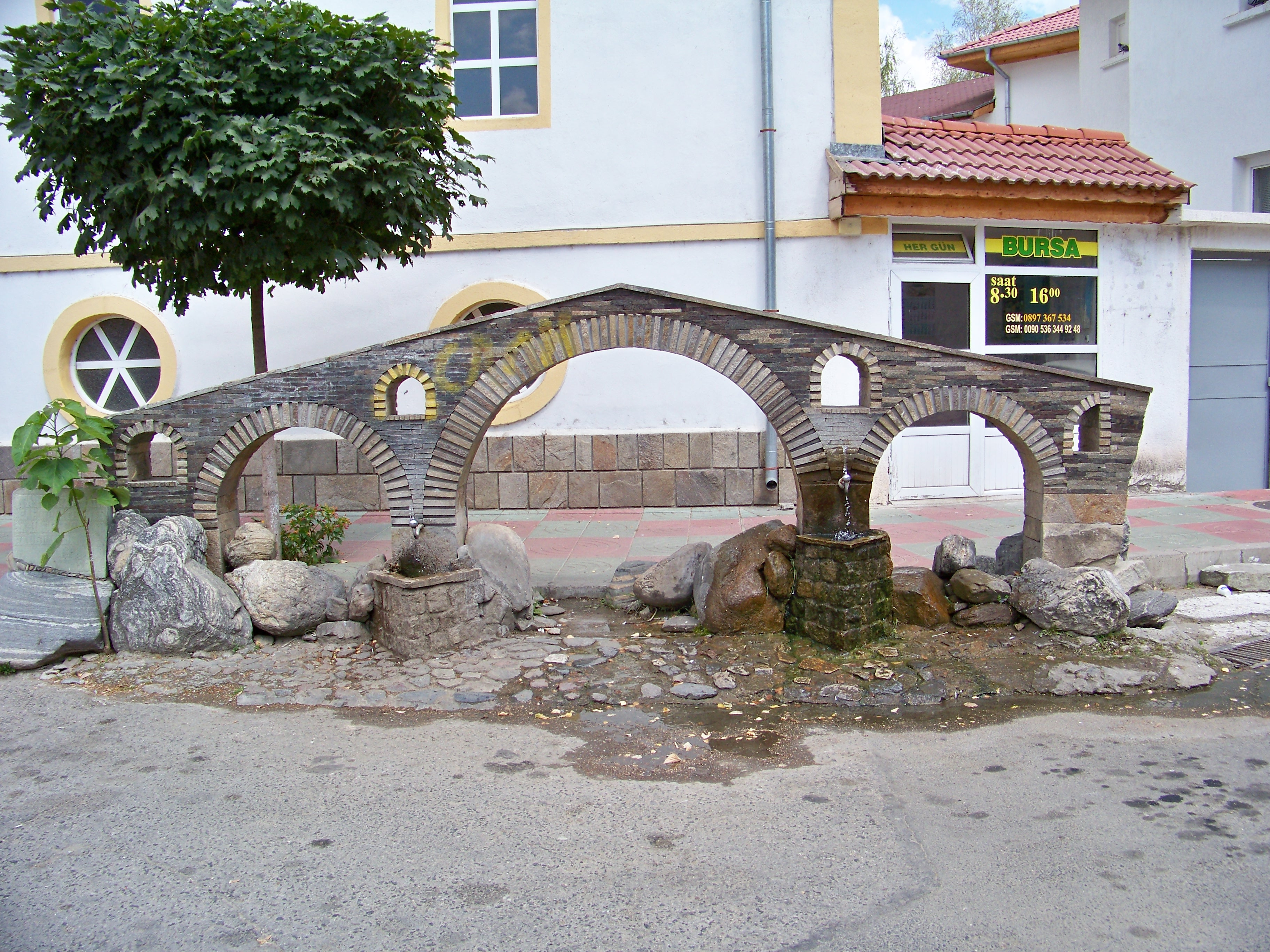
Ардино

## Политическая ситуация
Ардино подчиняется непосредственно общине и не имеет своего кмета.
Кмет (мэр) общины Ардино — Ресми Мехмед Мурад (Движение за права и свободы (ДПС)) по результатам выборов.